# Giuseppe Cusatelli
(Giuseppe Cusatelli, VareseNews, 4 giugno 2007)
Giuseppe Cusatelli (Roma, 14 marzo 1941) è un architetto italiano.
Fu il primo e, per quasi un ventennio, l'unico architetto italiano ad aver intrapreso opere edili di autocostruzione in Italia.
L'architetto Cusatelli, già docente presso il Politecnico di Milano, negli anni settanta sviluppò un modello costruttivo ed un approccio alla portata di costruttori non professionisti. Ciò fu possibile anche grazie all'impiego di materiali leggeri, facilmente utilizzabili da una forza lavoro di dilettanti, non dotata cioè di tutte le competenze e tecnologie ritrovabili nei cantieri più avanzati.

## Prime realizzazioni
All'inizio degli anni '80 Cusatelli, insieme a operai della Ignis realizzò 14 case sul lago di Varese. A fine anni ottanta una decina di autocostruttori, operai ed impiegati, realizzarono le proprie abitazioni in Provincia di Pesaro e Urbino. Negli stessi anni (1989) al confine tra Svizzera e Italia, nel paese di Cremenaga undici autocostruttori realizzarono le proprie abitazioni.

## La realtà odierna
Trent'anni dopo i primi esperimenti italiani di autocostruzione, tale logica realizzativa si è evoluta dallo stadio sperimentale a quello di vera realtà produttiva. Persino talune amministrazioni comunali nonché regionali, realizzata la potenzialità di questo sistema costruttivo, hanno iniziato a indire bandi, ad assegnare terreni e a permettere con maggiore facilità l'apertura di cantieri, spesso supervisionati dall'Arch. Cusatelli, e sempre portati avanti da proprietari-costruttori, il cui vero mestiere è quello di impiegati ed operai.